# Пушкінська сільська рада (Феодосійський район)
Пу́шкінська сільська́ ра́да — адміністративно-територіальна одиниця та орган місцевого самоврядування в Феодосійському районі Автономної Республіки Крим. Адміністративний центр — село Пушкіне.

## Загальні відомості
- Населення ради: 1 681 особа (станом на 2001 рік)

## Населені пункти
Сільській раді підпорядковані населені пункти:
- с. Пушкіне
- с. Маківка

## Склад ради
Рада складається з 16 депутатів та голови.
- Голова ради: Решитов Мудталіб Ібрагімович
- Секретар ради: Юрченко Віра Борисівна

### Керівний склад попередніх скликань
| Прізвище, ім'я, по батькові   | Основні відомості                                                         | Дата обрання | Дата звільнення |
| ----------------------------- | ------------------------------------------------------------------------- | ------------ | --------------- |
| Караусеінов Музафар Халілович | Сільський голова, 1978 року народження, безпартійний                      | 26.03.2006   | 31.10.2010      |
| Решитов Мудталіб Ібрагімович  | Сільський голова, 1958 року народження, освіта вища, член Партії регіонів | 31.10.2010   |                 |

Примітка: таблиця складена за даними сайту Верховної Ради України

### Депутати
За результатами місцевих виборів 2010 року депутатами ради стали:

#### За суб'єктами висування
| Суб'єкт висування           | Кількість обраних депутатів | %    |
| --------------------------- | --------------------------- | ---- |
| Партія регіонів             | 8                           | 50   |
| Самовисування               | 7                           | 43,8 |
| Комуністична партія України | 1                           | 6,3  |

#### За округами
| № округу                    | Прізвище, ім'я, по батькові     | Дата визнання обраним | Освіта             | Партійна приналежність | Відомості про обраного депутата              |
| --------------------------- | ------------------------------- | --------------------- | ------------------ | ---------------------- | -------------------------------------------- |
| Комуністична партія України |                                 |                       |                    |                        |                                              |
| 9                           | Жукова Олена Олександрівна      | 04.11.2010            | вища               | позапартійна           | пенсіонер                                    |
| Партія регіонів             |                                 |                       |                    |                        |                                              |
| 1                           | Савенко Ірина Михайлівна        | 04.11.2010            | вища               | член Партії регіонів   | Пушкінська сільська рада, секретар           |
| 6                           | Конівченко Тамара Володимирівна | 04.11.2010            | вища               | член Партії регіонів   | Пушкінський будинок культури, прибиральниця  |
| 10                          | Репецька Галина Степанівна      | 04.11.2010            | вища               | член Партії регіонів   | Пушкінська сільська рада, землевпорядник     |
| 11                          | Юрченко Віра Борисівна          | 04.11.2010            | вища               | позапартійна           | Пушкінська загальноосвітня школа, вчитель    |
| 12                          | Глушенко Світлана Миколаївна    | 04.11.2010            | вища               | позапартійна           | тимчасово не працює                          |
| 13                          | Поляков Володимир Вікторович    | 04.11.2010            | середня спеціальна | позапартійний          | тимчасово не працює                          |
| 14                          | Тарасенко Тетяна Анатоліївна    | 04.11.2010            | середня            | позапартійна           | відділення зв'язку с. Пушкіне, листоноша     |
| 16                          | Мамбетов Селім Серверович       | 04.11.2010            | вища               | позапартійний          | тимчасово не працює                          |
| Самовисування               |                                 |                       |                    |                        |                                              |
| 2                           | Стецишина Галина Петрівна       | 04.11.2010            | вища               | позапартійна           | тимчасово не працює                          |
| 3                           | Рак Світлана Леонідівна         | 04.11.2010            | вища               | позапартійна           | Пушкінська сільська рада, головний бухгалтер |
| 4                           | Куртбедінов Сіран Еюпович       | 04.11.2010            | вища               | позапартійний          | Пушкінський будинок культури, директор       |
| 5                           | Амірханова Аніфе Рішатівна      | 04.11.2010            | середня            | член Партії регіонів   | тимчасово не працює                          |
| 7                           | Голова Енвер Мамедович          | 04.11.2010            | вища               | позапартійний          | тимчасово не працює                          |
| 8                           | Солодніченко Ігор Федорович     | 04.11.2010            | середня            | позапартійний          | приватний підприємець                        |
| 15                          | Куркчі Смаіл Бекірович          | 04.11.2010            | середня            | позапартійний          | тимчасово не працює                          |